# Saint-Mard-de-Réno
Saint-Mard-de-Réno è un comune francese di 441 abitanti situato nel dipartimento dell'Orne nella regione della Normandia.

## Società

### Evoluzione demografica
Abitanti censiti